# NetFront
NetFront Internet Browser — мобильный браузер для встраиваемых устройств и систем, разрабатываемый Access Co. Ltd. в Японии, и спроектированный для работы в качестве встраиваемого браузера.
В основном распространён на Мобильных телефонах, а также доступен для различных платформ и встраивается в многофункциональные принтеры, цифровые телевизоры, ресиверы цифрового телевидения, КПК, IP-телефоны, игровые приставки и консоли, e-mail терминалы, автомобильные Infotaiment-системы и в другие типы устройств.
Браузер конвертирует таблицы с web-страниц для вертикального отображения, исключая необходимость в горизонтальной прокрутке. Это позволяет пользователю увеличивать и уменьшать масштаб web-страниц с 25 % до 100 %, и поддерживает прокрутку и выделение с помощью стилуса (на Pocket PC-устройствах). Программа может открывать до пяти вкладок одновременно (Wii U: до восьми), и переключаться между ними.
Access также выпустила NetFront Life Browser для смартфонов и NetFront Browser NX для других встраиваемых устройств, таких как планшеты и ресиверах ТВЧ. Оба основаны на движке WebKit и запускаются на большинстве мобильных операционных систем, включая Linux, Android, Unix, и Windows CE.
Netfront 3.5 имеет счёт в 11/100 по версии теста Acid3 и NetFront Browser NX v1.0 также отмечен тестом в 92/100.

## Устройства и платформы
Браузер в Nintendo 3DS также использует WebKit-базированный NetFront Browser NX соответственно документации поставляемой вместе с браузером. Сетевой обозреватель в PlayStation 3 получил основное обновление с firmware версии 4.10, до специализированной версии NetFront Browser на движке WebKit, с ограниченной поддержкой HTML5 и улучшенной скоростью обработки JavaScript. Консоль Wii U также оснащена NetFront NX, и исходный код на GPL для него доступен.

## Поддержка стандартов и другие возможности

### NetFront Browser[14][15]
Последняя версия поддерживает:
- Улучшенная поддержка HTML5 (Видео/аудио, Геолокация, WebStorage)
- ECMAScript 5th Edition (Частичная поддержка)
- Сертификация по спецификациям OMA Browsing 2.3
- cHTML, HTML 5 (Частично), HTML 4.01, XHTML1.1, XHTML Mobile Profile 1.2, WML 1.3, SMIL 2.1, RSS feed (RSS 0.9/0.91/0.92/1.0/2.0, Atom 0.3/1.0)
- CSS1, CSS2.1, CSS3 (Частично), CSS MP1
- ECMAScript 262 3rd Edition
- ECMAScript Mobile Profile
- WMLScript
- DOM Level 1, Level 2
- DHTML
- Ajax (XMLHttpRequest)
- HTTP 1.0/1.1
- WAP
- IPv4/IPv6 Двойной TCP/IP
- SSL3/TLS1.0
- Крипто-модули
- Высокоскоростной интерпретатор JavaScript
- Поддержка вкладок
- Колонная отрисовка
- Stick Navi
- Swift Navi
- PagePilot (Мягкое панорамирование и масштабная навигация)
- Визуальные закладки
- Виртуальный курсор (Эмуляция устройств управления)
- Smart-Fit Rendering™
- Rapid-Render™
- Умное управление фреймами (Выбор и масштабирование индивидуальных фреймов)
- Непрерывно настраиваемое масштабирование/анимированное масштабирование
- Офлайн-режим и сохранение страниц/изображений
- Перенос слов, Line boundary character check
- Потоковоя загрузка
- DirectConnect (Защищённое наблюдение и управление устройств из браузера)
- Интеллигентный блокиратор всплывающих окон
- Интеллигентное меню поиска
- Авто-заполнение форм
- Менеджер аккаунтов
- Поддержка IDN

### NetFront Browser NX[16][17]
Последняя версия поддерживает:
- Построен на базе WebKit Engine
- Поддержка Adobe® Flash® Player 10.x
- HTML 5, HTML 4.01, XHTML 1.1, XHTML Basic 1.1, XML 1.1, RSS feed (RSS 0.9/0.91/0.92/1.0/2.0, Atom 1.0)
- CSS1, CSS2.1, CSS3
- ECMAScript 262 3rd Edition
- DOM Level 1, Level 2, Level 3
- Ajax (XMLHttpRequest)
- HTTP 1.0/1.1
- IPv4/IPv6
- SSL3
- TLS 1.0
- Многооконная поддержка вкладок
- Умный Фрейм (Frame Flattening)
- Непрерывно настраиваемое масштабирование/Анимированное масштабирование
- сохранение страниц/изображений
- Перенос слов, Line boundary character check
- Поддержка IDN

### Compact NetFront Plus[18]
Последняя версия поддерживает:
- cHTML (HTML 4.0 набор, заметка W3C от 2 Февраль 1998)
- XHTML Basic 1.0 (XHTML набор, Рекомендация W3C от 19 Декабря 2000)
- WML 1.3 (Парсинг и интерпретация WML 1.3 текстовых данных)
- HTTP/1.1
- Поддержка форматов изображений GIF/JPEG/WBMP/BMP/PNG
- Спроектирован для маломощных процессоров с ограниченным количеством памяти.
- ЦП/ОС-независим
- Независим от беспроводных протоколов передачи данных (PDC, PDC-P, PHS, GSM/GPRS, CDMA/HDR, W-CDMA, CDMA2000…)
- WAVElite оконная система придаёт непревзойденную кроссплатформенность
- Гибкая настройка UI
- Поддержка закладок и прямого ввода URL
- Упрощённая работа кнопок для фокусной навигации, выд